# Phlomis cyclodon
Phlomis cyclodon là một loài thực vật có hoa trong họ Hoa môi. Loài này được Knorring miêu tả khoa học đầu tiên năm 1950.